# 孽债

电视画面

《孽债》，是上海电视台于1994年拍摄的20集电视连续剧，根据作家叶辛的同名小说《孽债》改编。描述五个孩子从西双版纳到上海寻找自己亲生父母、多年前返回上海的知識青年的经历。《哪里有我的家》是該電視劇的主題曲。
本剧于1995年在上海电视台以沪语播映，引起沪上巨大反响，并创下了42.62%的超高收视率。此后，《孽债》推出了普通话版，并在全国各省市电视台播出。2005年，作为该剧播出10周年纪念，上海电视台对沪语版进行重播，又创下较高的收视纪录。

## 主要演员
- 赵有亮
- 吴冕
- 王华英
- 吴竞
- 刘长伟
- 严晓频

## 制作人员
- 导演：黄蜀芹
- 主题曲《谁能告诉我》《哪里有我的家》词曲、演唱：李春波[4]
- 副摄影师：许成师
- 片头题字：龚学平

## 奖项
该剧获得1995年“飞天奖”三等奖，并获“五个一工程”奖。

## 后续
上海电影集团于2008年6月拍摄了《孽债》的续篇《孽债II》。